# Élections législatives macédoniennes de 2008
Les élections législatives macédoniennes de 2008 (en macédonien : Македонски парламентарни избори (2008)) se tiennent le dimanche 1er juin 2008, afin d'élire les 120 députés de la 6e législature de l'Assemblée de Macédoine, pour un mandat de quatre ans.
Le scrutin est convoqué avec deux ans d'avance, après que l'OTAN a repoussé la candidature de la Macédoine en raison du débat autour de son nom. Il est remporté par la coalition conservatrice et libérale du président du gouvernement Nikola Gruevski, qui obtient la majorité absolue des sièges. Il se maintient donc au pouvoir, après avoir forgé un gouvernement de coalition avec l'Union démocratique pour l'intégration (BDI/DUI).

## Contexte
Aux élections législatives du 5 juillet 2006, la coalition de centre droit conduite par l'Organisation révolutionnaire macédonienne intérieure - Parti démocratique pour l'unité nationale macédonienne (VMRO-DPMNE) de l'ancien ministre Nikola Gruevski détrône l'alliance de centre gauche emmenée par l'Union sociale-démocrate de Macédoine (SDSM) du président du gouvernement Vlado Bučkovski, qui paie ses mauvais résultats en matière économique. Gruevski accède au pouvoir sept semaines plus tard dans le cadre d'une coalition avec le Parti démocratique des Albanais (DPA/PDSh) et le Nouveau Parti social-démocrate (NSDP).
Le DPA/PDSh annonce son retrait de la majorité parlementaire le 13 mars 2008, afin de protester contre la décision de l'exécutif de ne pas reconnaître l'indépendance du Kosovo, mais y revient dix jours plus tard après avoir obtenu la création de groupes de travail sur la place de la langue albanaise et l'application entière des accords d'Ohrid. Peu après, les 3 et 4 avril, le sommet de l'OTAN à Bucarest rejette la candidature macédonienne en raison du veto émis par la Grèce en raison du débat autour du nom de la Macédoine. Face à ce camouflet, l'Union démocratique pour l'intégration (BDI/DUI) propose la dissolution de l'Assemblée, approuvée le 8 avril par 70 voix pour grâce au soutien de la VMRO-DPMNE et du DPA/PDSh, tandis que la SDSM s'y oppose.

## Système électoral

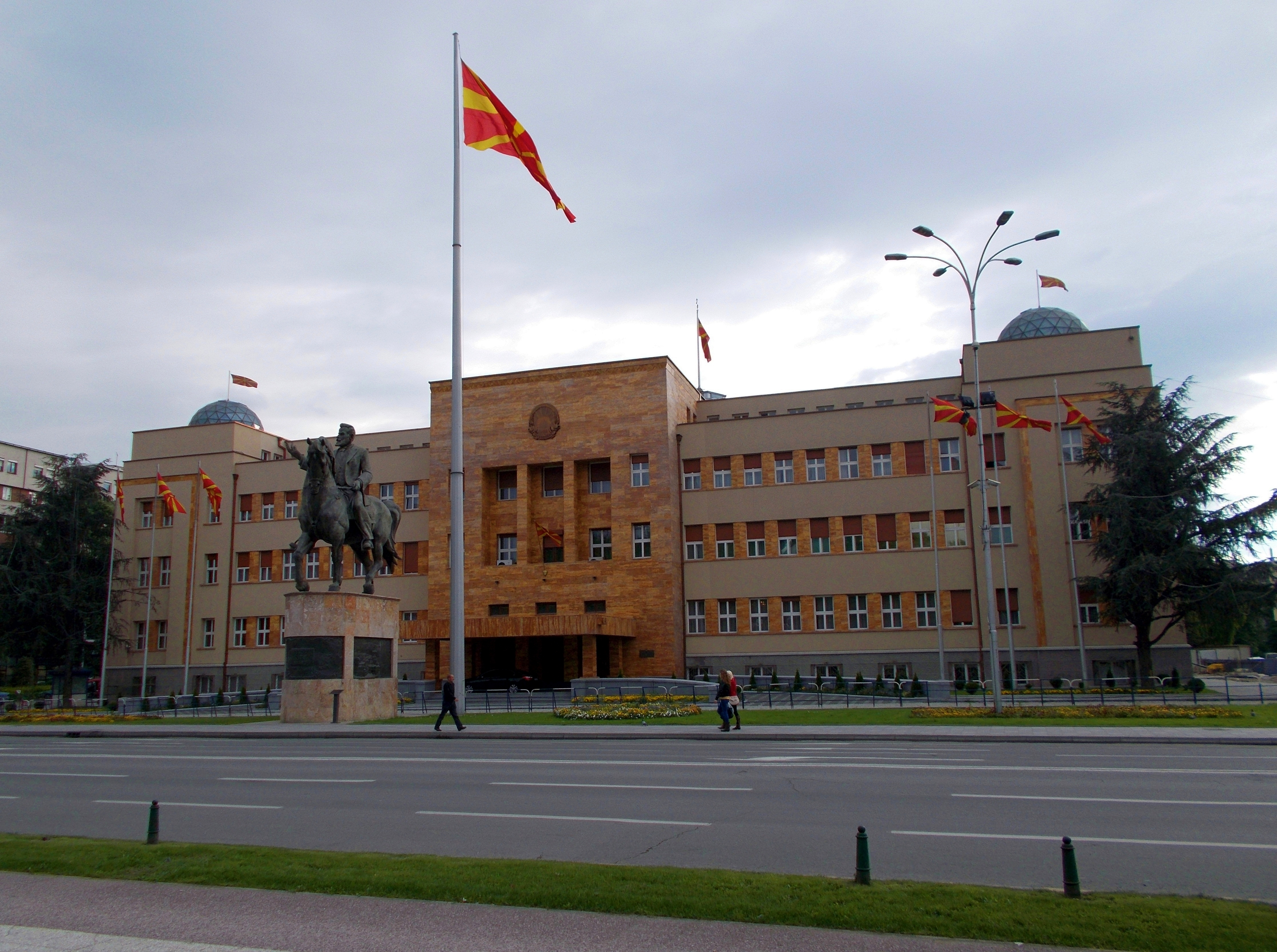
Le palais de l'Assemblée à Skopje.

L'Assemblée de Macédoine (Собрание на Македонија) est un parlement monocaméral composé de 120 sièges pourvus pour quatre ans au scrutin proportionnel plurinominal dans six circonscriptions de 20 sièges chacune. Les électeurs votent pour le candidat d'une liste, et ce vote correspond à une voix pour cette dernière tout en jouant le rôle d'un vote préférentiel pour le candidat en question, lui donnant la possibilité de faire monter sa place dans la liste. Après décompte des suffrages, les sièges sont répartis selon la méthode d'Hondt au quotient simple, sans seuil électoral au niveau national. Toutes les listes reçoivent par conséquent un siège en proportion de leurs parts des suffrages exprimés, avec un siège par tranche de 1/20ème de suffrage dans chacune des six circonscription, soit un seuil de facto de 5 % des suffrages exprimés. Les sièges sont répartis, au sein des listes, entre les candidats ayant reçu le plus grand nombre de suffrages en leur nom, par ordre décroissant.

## Campagne
Le président du gouvernement Nikola Gruevski juge nécessaire l'organisation de ces élections anticipées, les justifiant par « l'inefficacité du Parlement et l'incapacité de réaliser nos promesses » et affirmant que « La Macédoine a besoin d'une nouvelle majorité qui pourra mener à bien les réformes nécessaires à l'intégration euro-atlantique ». Pour la cheffe de file de l'Union sociale-démocrate Radmila Šekerinska, « Nikola Gruevski est un lâche, il fuit ses responsabilités au moment où il devrait prendre des décisions cruciales », dénonçant à la fois le rejet de la candidature à l'OTAN et l'absence de fixation d'une date pour l'ouverture des négociations d'adhésion à l'Union européenne (UE). Le président de la République Branko Crvenkovski critique également la décision de la majorité parlementaire, car de son point de vue « cela signifie qu'aucun débat sérieux n'aura lieu sur l'enjeu du nom et que nous allons perdre toutes nos chances d'appartenir à l'OTAN ainsi que de commencer les discussions avec [l'UE] ».
Gruevski, qui lance sa campagne dans la ville d'Ohrid, promet d'améliorer la qualité de vie des Macédoniens, de réduire les cotisations sociales et affirme qu'il n'acceptera aucune forme de compromis sur le nom du pays. Il s'engage même à tenir un référendum sur ce sujet. Šekerinska assure qu'elle obtiendra en six mois le statut de candidat à l'OTAN sans rien céder sur la dénomination de l'État, comme elle l'avait fait en 2005 pour l'adhésion à l'Union européenne.

### Principales forces politiques
| Parti/coalition | Parti/coalition | Idéologie                                                             | Chef de file                                | Score en 2006              |
| --------------- | --- | --------------------------------------------------------------------- | ------------------------------------------- | -------------------------- |
|                 | Pour une Macédoine meilleure (VMRO-DPMNE) За подобра Македонија (ZPM)                                               | Centre droit Libéral-conservatisme, démocratie chrétienne, europhilie | Nikola Gruevski (Président du gouvernement) | 32,5 % des voix 47 députés |
|                 | Soleil. Coalition pour l'Europe (SDSM) СОНЦЕ. Коалиција за Европа (SONCE)                                           | Centre gauche Social-démocratie, libéralisme, europhilie              | Radmila Šekerinska                          | 29,4 % des voix 37 députés |
|                 | Union démocratique pour l'intégration Демократска унија за интеграција (DUI) Bashkimi Demokratik për Integrim (BDI) | Centre droit Conservatisme social, europhilie, intérêts des Albanais  | Ali Ahmeti                                  | 12,1 % des voix 14 députés |
|                 | Parti démocratique des Albanais Демократска партија на Албанците (DPA) Partia Demokratike Shqiptare (PDSh)          | Centre droit Conservatisme social, intérêts des Albanais              | Menduh Thaçi                                | 7,5 % des voix 11 députés  |

## Résultats
|                          |                                                     |                                                     |                                                 |           |       |       |               |               |
| Parti/coalition          | Parti/coalition                                     | Parti/coalition                                     | Parti/coalition                                 | Voix      | %     | +/-   | Sièges        | +/-           |
|                          | Pour une Macédoine meilleure (ZPM)                  | Pour une Macédoine meilleure (ZPM)                  | Pour une Macédoine meilleure (ZPM)              | 481 501   | 48,78 | 16,28 | 63            | 16            |
|                          | VMRO-DPMNE                                          | VMRO-DPMNE                                          | 53                                              | 481 501   | 48,78 | 16,28 | 15            |               |
|                          | Parti socialiste de Macédoine (SPM)                 | Parti socialiste de Macédoine (SPM)                 | 3                                               | 481 501   | 48,78 | 16,28 | en stagnation |               |
|                          | Renouveau démocratique de Macédoine (DOM)           | Renouveau démocratique de Macédoine (DOM)           | 1                                               | 481 501   | 48,78 | 16,28 | en stagnation |               |
|                          | Parti démocratique des Serbes de Macédoine (DPS)    | Parti démocratique des Serbes de Macédoine (DPS)    | 1                                               | 481 501   | 48,78 | 16,28 | en stagnation |               |
|                          | Parti démocratique des Turcs de Macédoine (DPT/TDP) | Parti démocratique des Turcs de Macédoine (DPT/TDP) | 1                                               | 481 501   | 48,78 | 16,28 | 1             |               |
|                          | Union démocratique (DZ)                             | Union démocratique (DZ)                             | 1                                               | 481 501   | 48,78 | 16,28 | en stagnation |               |
|                          | Parti uni des Roms de Macédoine (OPR)               | Parti uni des Roms de Macédoine (OPR)               | 1                                               | 481 501   | 48,78 | 16,28 | en stagnation |               |
|                          | Parti d'action démocratique de Macédoine (SDA)      | Parti d'action démocratique de Macédoine (SDA)      | 1                                               | 481 501   | 48,78 | 16,28 | 1             |               |
|                          | VMRO-Macédoine                                      | VMRO-Macédoine                                      | 1                                               | 481 501   | 48,78 | 16,28 | 1             |               |
|                          | Soleil. Coalition pour l'Europe (SONCE)             | Soleil. Coalition pour l'Europe (SONCE)             | Soleil. Coalition pour l'Europe (SONCE)         | 233 284   | 23,64 | 5,71  | 27            | 10            |
|                          | Union sociale-démocrate de Macédoine (SDSM)         | Union sociale-démocrate de Macédoine (SDSM)         | 18                                              | 233 284   | 23,64 | 5,71  | 5             |               |
|                          | Parti libéral-démocrate (LDP)                       | Parti libéral-démocrate (LDP)                       | 4                                               | 233 284   | 23,64 | 5,71  | 1             |               |
|                          | Nouveau Parti social-démocrate (NSDP)               | Nouveau Parti social-démocrate (NSDP)               | 3                                               | 233 284   | 23,64 | 5,71  | 4             |               |
|                          | Parti libéral de Macédoine (LPM)                    | Parti libéral de Macédoine (LPM)                    | 1                                               | 233 284   | 23,64 | 5,71  | 1             |               |
|                          | Nouvelle Alternative (NA)                           | Nouvelle Alternative (NA)                           | 1                                               | 233 284   | 23,64 | 5,71  | 1             |               |
|                          | Union démocratique pour l'intégration (BDI/DUI)     | Union démocratique pour l'intégration (BDI/DUI)     | Union démocratique pour l'intégration (BDI/DUI) | 126 522   | 12,82 | 0,70  | 18            | 4             |
|                          | Parti démocratique des Albanais (PDSh/DPA)          | Parti démocratique des Albanais (PDSh/DPA)          | Parti démocratique des Albanais (PDSh/DPA)      | 81 557    | 8,26  | 0,76  | 11            | en stagnation |
|                          | Parti pour l'avenir européen (PEI)                  | Parti pour l'avenir européen (PEI)                  | Parti pour l'avenir européen (PEI)              | 14 474    | 1,47  | 0,27  | 1             | en stagnation |
|                          | Autres                                              | Autres                                              | Autres                                          | 49 653    | 5,03  |       | 0             | 10            |
|                          |                                                     |                                                     |                                                 |           |       |       |               |               |
| Suffrages exprimés       | Suffrages exprimés                                  | Suffrages exprimés                                  | Suffrages exprimés                              | 986 991   | 97,22 |       |               |               |
| Blancs et nuls           | Blancs et nuls                                      | Blancs et nuls                                      | Blancs et nuls                                  | 28 173    | 2,78  |       |               |               |
| Total                    | Total                                               | Total                                               | Total                                           | 1 015 164 | 100   | –     | 120           | en stagnation |
| Abstention               | Abstention                                          | Abstention                                          | Abstention                                      | 763 952   | 42,94 |       |               |               |
| Inscrits / participation | Inscrits / participation                            | Inscrits / participation                            | Inscrits / participation                        | 1 779 116 | 57,06 |       |               |               |

### Analyse
La coalition constituée autour de l'Organisation révolutionnaire macédonienne intérieure - Parti démocratique pour l'unité nationale macédonienne (VMRO-DPMNE) remporte le scrutin à la majorité absolue. Le scrutin est marqué par plusieurs incidents, dans un quartier albanais de Skopje ainsi que dans le village d'Aratchinovo, où une personne trouve la mort. Si Nikola Gruevski estime que « le vote a été honnête et démocratique », le président de la commission électorale évoque « de mauvaises élections, avec un grand nombre d'incidents ».

### Conséquences
Après avoir formé une coalition gouvernementale avec l'Union démocratique pour l'intégration (BDI/DUI), Nikola Gruevski est reconduit au pouvoir.